# Église Saint-Maclou de Buigny-Saint-Maclou
L'église Saint-Maclou de Buigny-Saint-Maclou est située sur le territoire de la commune de Buigny-Saint-Maclou dans le département de la Somme, non loin d'Abbeville.

## Historique
L'église paroissiale de Buigny-Saint-Maclou a été construite en 1840. Partiellement endommagée lors de la Seconde Guerre mondiale, l'église a été restaurée dans les années d'après-guerre. Une restauration de l'ensemble de l'édifice a débuté en 2003.

## Caractéristiques
L'église de forme parallélépipédique est construite en pierre calcaire et en brique en style néo-classique. Sa façade aveugle est percée d'un portail unique. Les murs extérieurs sont renforcés par des contreforts de brique. Le clocher couvert d'ardoise surmonte la toiture près de l'entrée.
Le sanctuaire conserve plusieurs objets protégés en tant que monuments historiques, au titre d'objets :
- statue du Christ de pitié en bois, XVIe siècle ;
- statue du Christ de pitié, XVIe – XVIIe siècles ;
- statue de saint Adrien en bois, XVIe siècle ;
- statue d'évêque bénissant en bois, XVIe siècle ;
- autel en bois, retable (XVIIe siècle) et tableau sur toile (1901) représentant « L'Arbre de Buigny et sa Vierge » de Charles Jouvenot ;
- statue de la Vierge à l'Enfant en bois dite « Notre-Dame de Miséricorde » (XVIIe siècle) ;
- Christ en croix en bois du XVIIIe siècle ;
- bas-relief ovale en bois représentant saint Maclou (XVIIIe siècle) ;
- statue en plâtre peint représentant saint Hubert (XIXe siècle) ;
- bras reliquaire en bois peint (XIXe siècle).